# Вільгельм Салусіо VI
Вільгельм Салусіо VI (італ. Guglielmo III Salusio VI;  д/н –1258) — останній юдик (володар) Кальярського юдикату в 1256—1258 роках. Низка дослідників враховує його як Вільгельма III.

## Життєпис
Онук Бенедетти, юдикині Кальярі, син Марії. Батько його невідомий, але володів маєтністю Чепола. Отримав при народженні ім'я Чепола. У 1254 році разом з молодшим братом Рінальдо був оголошений спадкоємцем свого стриєчного брата Торхіторіо V. після загибелі останнього 1256 року, посів трон Кальярського юдикату. Змінив ім'я на Салусіо VI.
Через деякий час вирішив звільнитися від пізанської залежності, оскільки фактично не мав якоїсь влади. Навіть земельні володіння та наповнення скарбниці були обмежені. Тому звернувся по допомогу до Генуезької республіки. У відповідь Вільгельм да Капрая, регент Арбореї, Герардо делла Герардески і Джованні Вісконті, юдик Галлури, виступили проти Салусіо VI. Після 14-місячного панування він 20 липня 1258 року в столиці Санта Ігіа капітулював, а потім перебрався до Генуї, де невдовзі помер.
Кальярський юдикат було розділено між Арбореєю, яка отримала центральну частину, Галлурським юдикатом, якому дісталися декілька східних кураторій, родом Герардески, які стали правителями західної та південної частинами юдикату з місто Кальярі.